# Самодетерминация преступности
Самодетерминация преступности — это антиобщественные акты, порожденные рядом причин; процесс порождения преступностью новых антиобщественных деяний.

## В психологии
Понятие самодетерминации является частью психологической науки, будучи теоретико-методологическим принципом. Согласно данному принципу, основной причиной поведения является не влияние внешней среды, а живой организм как таковой.
В основу самодетерминации входят такие принципы, как активность и системность.

## В криминологии
В криминологии самодетерминация преступности считается явлением социальным. Процесс самодетерминации преступности имеет 4 условные формы проявления:
1. удачно совершенное и нераскрытое преступление часто порождает другое. Совершение преступлений превращается в образ жизни. Сюда входят также рецидивисты. Данная форма является широкораспространённой, составляя приблизительно 30 % преступлений.
2. совершение «вспомогательных» («подсобных») преступлений, к примеру, подделка документов для последующего преступления и другие.
3. организованная преступность, которая влечёт за собой совокупность всяких преступлений. Среди преступлений данной категории особой популярностью выделяется угон автомобилей, таможенное прикрытие, перекрашивание автомобилей, сетевая преступность, контрабанда, коррупция, должностные преступления и так далее.
4. высокий уровень преступности и её безнаказанность. Среди лиц, совершивших преступления, уголовную ответственность несут всего 5-10 %.[3][4]

Самодетерминация преступности имеет ряд характеристик, одними из которых выступают количественные, качественные показатели преступности, а также показатели статистической взаимосвязи.
Для форсирования самодетерминации преступности надобно усиление деятельности правоохранительных органов, борьба с рецидивом, уничтожение преступных группировок и так далее.

### Факторы безнаказанности
Факторами безнаказанности являются:
1. неустановление лиц, совершивших преступления ввиду недостаточного профессионализма сотрудников полиции и других правоохранительных органов, а также отсутствия высшего уровня организации оперативно-розыскной деятельности и другие;
2. необоснованные отказы в возбуждении уголовных дел или же их приостановление ввиду перегрузки правоохранительной системы, выборочного расследования уголовных дел;
3. наличие коррупции в правоохранительных органах и судебной системе;[6]
4. пассивность общественности и так называемый «правовой нигилизм» ввиду отсутствия должной информации о преступлениях у правоохранительных органов и недостатка содействия со стороны населения;
5. избрание меры пресечения, которая не соответствует требованиям закона и обстановке. В данном случае возможно совершение повторного преступления.
6. назначение судом неэффективного наказания (размера наказания).[7][8]